# Mario Holek
Mario Holek est un footballeur international tchèque, né le 28 octobre 1986 à Brno. Il évolue au poste de défenseur central ou de milieu défensif.

## Palmarès
- Championnat de Tchéquie : 2014
- Coupe de Tchéquie : 2014